# Sveaskolan
Sveaskolan var en skola i centrala Örebro vid Sveaparken, ett par kvarter från stadens kärna med affärer och torg. Den uppfördes år 1962. Arkitekt var Tore Axén. Skolans upptagningsområde var stadsdelen Söder i Örebro. Verksamheten omfattade  förskoleklass, grundskola och särskola år 1–6 samt fritidshemsverksamhet. Skolan hade omkring 200 elever och 40 personal.
Hösten 2021 slogs Sveaskolan ihop med Eklundaskolan och bytte namn till Svealundsskolan. Den skolan har flyttat till nybyggda lokaler. Hösten 2024 flyttar Jensen grundskola Örebro in i Sveaskolans lokaler, skolan kommer utöka till ca 300 elever i årskurs 4-9.